# لانه‌کن کاکل‌آبی
لانه‌کن کاکل‌آبی (نام علمی: Trogon curucui) نام یک گونه از سرده لانه‌کن‌های اصلی است.